# Toxonprucha volucris
Toxonprucha volucris là một loài bướm đêm trong họ Erebidae.